# Пермь — Екатеринбург

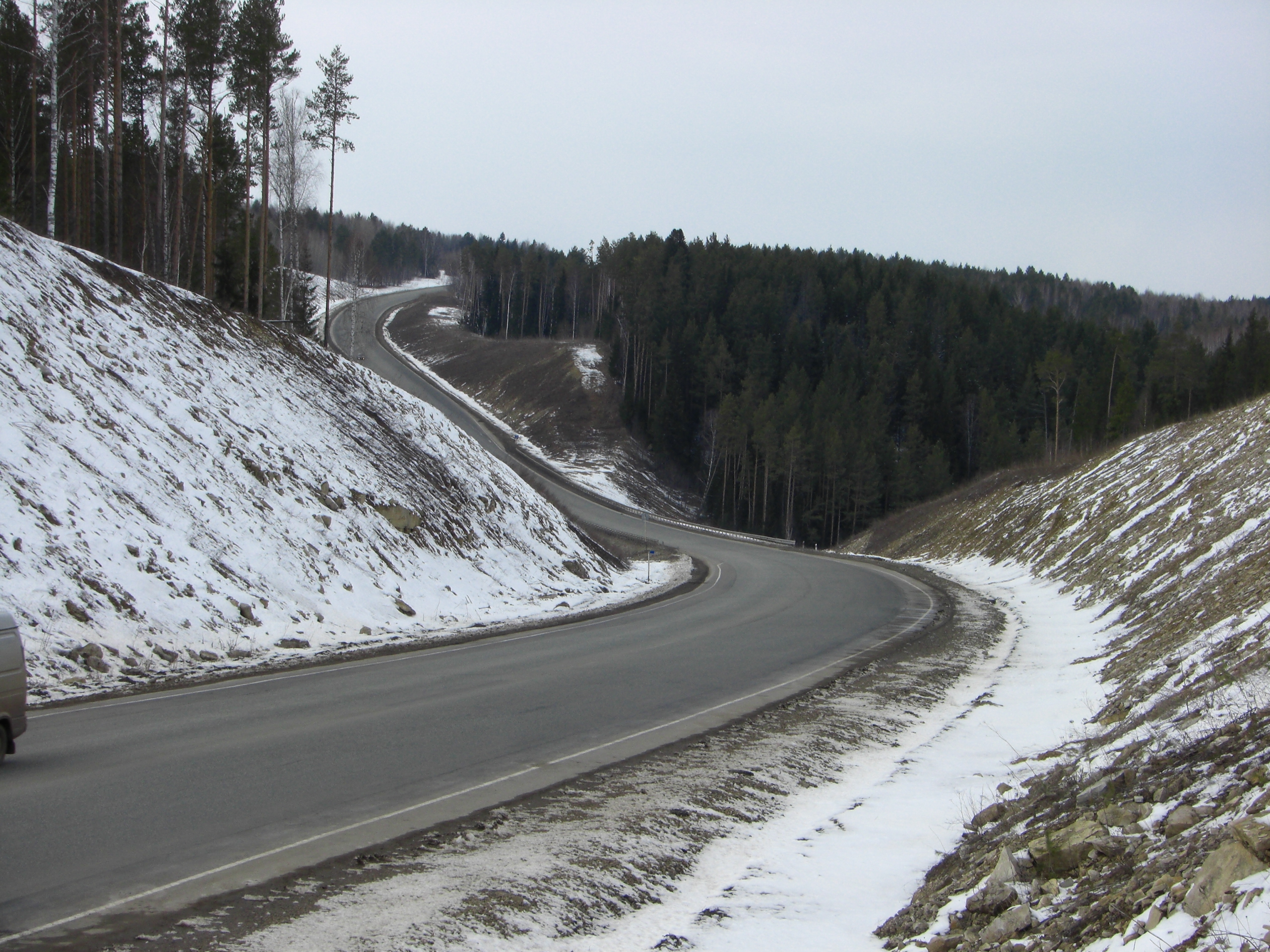
Объезд посёлка Суксун

Пермь — Екатеринбург (М12 Восток) — автомобильная дорога общего пользования федерального значения. Является частью европейского транспортного маршрута E 22 (Холихед, Великобритания — Ишим).
До 31 декабря 2024 года управление планировалось исключение данной позиции из перечня . С 1 ноября 2023 года постановлением 1830 правительства РФ позиция Р242 исключена, трасса является частью трассы М12 Восток. Трасса находится под управлением Уралуправтодор.

## История
Исторический  Сибирский тракт, частью которого является дорога Пермь — Екатеринбург, был построен и официально узаконен  в 1763 году. Историческая длина  391 км. Начинался от  Центральной гостиницы далее шел по улице Малышева, затем мимо Центрального стадиона. На 17 км соединялся с новой трассой.

### Реконструкция
В 2012 году после реконструкции открыт участок с 13 по 20 км . 14 сентября 2016 года был открыт участок трассы с 28 по 40 км. Участок с 28 по 34 км является автомагистралью с максимальной скоростью 110 км/ч. 5 сентября 2017 года участок с 40 по 47 км сдан в эксплуатацию. В декабре 2018 года планировали увеличить разрешённую скорость до 110 км/ч (с присвоением статуса автомагистрали) участку с 34 по 47 км, но по состоянию на март 2024 это так и не сделано.
Участок  трассы до Кунгура (85 км) весной 2019 году планировали расширить до 4 полос к 2024 году. Осенью того же года сроки работ по расширению были указаны уже как 2025-2027 годы, по состоянию на август 2022 года продолжалась разработка проектно-сметной документации.
Также взяты в разработку участки с 232 по 250 километр и с 276 по 326 км. В декабре 2021 года завершилась реконструкция участка с 250 по 276 км.
В октябре 2022 года завершилась реконструкция участков трассы с 47-го по 58-й км в Пермском крае и с 189-го по 196-й км. В декабре 2022 года завершилась реконструкция участков 187-189 км и 196-232 км. К октябрю 2024 года завершилась реконструкция участков с 232-250 км и с 276-301 км.
16 июля 2025 года открыта развязка вместе с платным участком федеральной автодороги М-12 Москва — Казань — Екатеринбург в районе Ачита.

## Схема маршрута
| Расстояние (прибл.) |  | Населённый пункт        | Другие трассы, направления                    |
| ------------------- |  | ----------------------- | --------------------------------------------- |
| 0 км                |  | Пермь                   | М7 Р345                                       |
| 32 км               |  | Бершеть                 | Звёздный                                      |
| 47 км               |  | Кукуштан                | Оса, Чайковский, Воткинск, Ижевск             |
| 83 км               |  | Кунгур                  |                                               |
| 102 км              |  | Орда                    | Чернушка, Куеда, Чайковский, Воткинск, Ижевск |
| 126 км              |  | Суксун                  |                                               |
| 183 км              |  | Ачит                    |                                               |
|                     |  | Ялым                    |                                               |
| 257 км              |  | Бисерть                 |                                               |
| 285 км              |  | Нижние Серги            | Арти, Месягутово, Кропачёво                   |
| 289 км              |  | Дружинино, Первомайское | Билимбай                                      |
| 300 км              |  | Черемша                 | Шаля, Новоуральск, Первоуральск               |
| 317 км              |  | Ревда                   |                                               |
| 320 км              |  | Ревда                   |                                               |
| 326 км              |  | Первоуральск            |                                               |
| 342 км              |  |                         | ЕКАД                                          |
| 352 км              |  | Екатеринбург            | М-5 «Урал», Р351, Р354                        |

### Съезды и пересечения
- а/д "Пермь - Екатеринбург" - Белая Гора
- Подъезд № 1 к г. Кунгур от а/д "Пермь - Екатеринбург"[24]

В границах Свердловской области от Объездной дороги до границы Пермского края:
- Подъезд к с. Быково от км 164+350 а/д "г. Пермь - г. Екатеринбург"
- Подъезд к с. Бакряж от км 169+165 а/д "г. Пермь - г. Екатеринбург"
- Подъезд к д. Верх-Тиса от км 178+880 а/д "г. Пермь - г. Екатеринбург
- Подъезд к рыбопитомнику "Заря" от км 184+885 а/д "г. Пермь - г. Екатеринбург"
- Подъезд к д. Катырева от км 190+510 а/д "г. Пермь - г. Екатеринбург"
- Подъезд к с. Большой Ут от км 190+510 а/д "г. Пермь - г. Екатеринбург"
- Подъезд к д. Ялым от км 196+780 а/д "г. Пермь - г. Екатеринбург"
- Подъезд к д. Нижний Арий от км 200+240 а/д "г. Пермь - г. Екатеринбург"
- Подъезд к д. Осыпь от км 202+905 а/д "г. Пермь - г. Екатеринбург"
- Подъезд к с. Афанасьевское от км 208+260 а/д "г. Пермь - г. Екатеринбург"
- Подъезд к д. Зобнина от км 216+740 а/д "г. Пермь - г. Екатеринбург"
- Подъезд к п. Ключевая от км 222+075 а/д "г. Пермь - г. Екатеринбург"
- Подъезд к п. Киселевка от км 230+069 а/д "г. Пермь - г. Екатеринбург"
- Подъезд к с. Кленовское от км 235+100 а/д "г. Пермь - г. Екатеринбург"
- Подъезд к д. Талица от км 243+010 а/д "г. Пермь - г. Екатеринбург"
- Подъезд к с. Накоряково от км 253+010 а/д "г. Пермь - г. Екатеринбург"
- Подъезд № 1 к п.г.т. Бисерть от км 257+445 а/д "г. Пермь - г. Екатеринбург"
- Подъезд № 2 к п.г.т. Бисерть от км 257+965 а/д "г. Пермь - г. Екатеринбург"
- Подъезд к леспромхозу от км 259+695 а/д "г. Пермь - г. Екатеринбург"
- Подъезд к с. Киргишаны от км 265+165 а/д "г. Пермь - г. Екатеринбург"
- Подъезд к г. Нижние Серги от км 282+420 а/д "г. Пермь - г. Екатеринбург"
- Подъезд к п. Солдатка от км 282+420 а/д "г. Пермь - г. Екатеринбург"
- Подъезд к ДРП г. Ревда от км 313+780 а/д "г. Пермь - г. Екатеринбург"
- Соединительная а/д от км 319+512 а/д "г. Пермь - г. Екатеринбург" до км 1+830 а/д "г. Ревда - г. Дегтярск - с. Курганово"
- Подъезд к ст. Флюс от км 324+150 а/д "г. Пермь - г. Екатеринбург"
- Подъезд к г. Первоуральск от км 326+000 а/д "г. Пермь - г. Екатеринбург"
- Подъезд к с. Новоалексеевское от транспортной развязки на км 330+975 а/д "г. Пермь - г. Екатеринбург"
- Подъезд к ж/д ст. Хрустальная от км 334+090 а/д "г. Пермь - г. Екатеринбург"
- Подъезд к оз. Глухое от км 346+000 а/д "г. Пермь - г. Екатеринбург"
- Подъезд к поселку 9 км от км 354+000 а/д "г. Пермь - г. Екатеринбург"
- Подъезд к оз. Чусовское от км 354+630 а/д "г. Пермь - г. Екатеринбург"[25]

## Описание дороги
Начинается в Перми, пересекает региональные автодороги (Кунгур — Чусовой — Соликамск, Ачит — Красноуфимск — Месягутово, далее на Кропачёво с выходом на М5.
Продолжается федеральными автодорогами Екатеринбург — Тюмень и Р354 Екатеринбург — Шадринск — Курган.
Участок трассы от 8+550 км до 160+036 км управляется  ФКУ Упрдор «Прикамье». Участок трассы от 160+046 км до 352+424 км управляется ФКУ «Уралуправтодор».